# Polònia
Polònia is een satirisch televisieprogramma van de Catalaanse zender TV3. De naam van het programma, Catalaans voor Polen, verwijst naar de bijnaam van de andere Spanjaarden voor de Catalanen en de Catalaanse taal (polaco = Pools). De eerste uitzending was op 16 februari 2006. In het programma wordt teruggekeken op de voorbije week met sketches en filmpjes. Het programma won in 2007 de Premio Ondas. Polònia kreeg in 2008 een spin-off, Crackòvia, dat zich voornamelijk richt op sportgerelateerde onderwerpen.
| Acteur         | Personage                    |
| -------------- | ---------------------------- |
| Toni Albà      | Juan Carlos I van Spanje     |
|                | Paus Benedictus XVI          |
| Queco Novell   | José Luis Rodríguez Zapatero |
|                | Felipe van Spanje            |
| Carlos Latre   | Hugo Chávez                  |
| Mireia Portas  | Sophia van Griekenland       |
| Agnès Busquets | Letizia Ortiz Rocasolano     |